# Cypretta reticulata
Cypretta reticulata är en kräftdjursart som beskrevs av Danforth 1948. Cypretta reticulata ingår i släktet Cypretta och familjen Cyprididae. Inga underarter finns listade i Catalogue of Life.